# 白德培
白德培教授（Tobias Brandner）於香港中文大學崇基學院神學院任職教授，並為副院長（外務）。在蘇黎世大學獲得系統神學的博士學位。目前，他教授西方教會史、宣教學、宗派研究以及普世合一主義；主要研究範圍包括：宣教運動在亞洲之今昔，後宗派時期的神學走向（特別是奮興式基督教），靈性、基督教教牧以及監獄中的牧養神學；他最為關注基督教信仰與政治、社會或個人的變化之間的互動。 
白教授近期的英文著述包括Christians in the City of Hong Kong：Chinese Christianity in Asia's World City（Bloomsbury Publishing, 2023)、〈困於兩下間：早期宣教邂逅中的跨文化問題——以巴色會的韓山明為例〉《景風》(2010-2012)；〈靈恩信仰與監獄事工〉《澳大利亞五旬宗研究》；〈理解歷史的嘗試：反正統文化之信仰傳統及其對今夕歷史的神學與政治詮釋〉《世界基督教研究》；〈宣教，千禧年與政治：從東方看拯救史的延續〉，載於2009 年美國宣教學協會季刊《宣教學》。白教授亦以德文出版了牧養角色研究方面的作品，如〈牧養與友誼：監獄牧師身份的多樣性與模糊性〉，載於Ralph Kunz與Isabelle Noth主編《貼心的牧養：教牧反思——紀念Christoph Morgenthaler文集》；《在鐵窗中與上帝相遇：關於牧養囚友的實踐神學》，憑藉此書的中文編修版《鐵窗內的心靈世界：峴港基督教監獄事工面面觀》（基道，2010），白教授被香港基督教出版協會授予2011年度最佳新晉學者(學術)獎。